# Mnet Festival de la Canción Asiática
El  Festival de la Canción Asiática  es un festival para elegir la mejor canción asiática del año. El primer ganador de este certamen fue China con un total de 227 puntos tras el segundo certamen se celebró en Pekín su sucesor Micronesia y su otro sucesor Mongolia. Los países de Oceanía son elegibles a participar en este festival al igual que pasa en el festival de Europa porque pertenecen a la UAR ( Unión de Radiodifusión Asiática) y solo países de habla hispana, inglesa, francesa y portuguesa son elegibles al participar tales como Portugal, España, Francia, Filipinas entre otros. Los miembros del BIG FIVE asiático son China, Japón, Filipinas, Corea del Sur y Kuwait. El próximo certamen será celebrado en Taipéi, capital anfitriona los días 20 y 22 de junio en Taiwán. El ganador de este año fue Corea del Sur con un total de 278 puntos.

## Debuts de Países
En total son 21 países en el certamen, estos son los debuts que han ido apareciendo después de cada certamen:
- 2010 : Tayikistán , Japón , China , Taiwán
- 2011 : Corea del Norte , Corea del Sur
- 2012 : Emiratos Árabes Unidos
- 2013 : España , Francia

## Resultados del último certamen 2012 Top 21
- 1.º Taiwán  : 221
- 2.º Corea del Sur : 198
- 3.º Japón  : 189
- 4.º Siberia  : 141
- 5.º Micronesia  : 101
- 6.º China  : 100
- 7.º EUA  : 98
- 8.º Filipinas  : 90
- 9.º Mongolia  : 87
- 10.º Corea del Norte  : 84
- 11.º Vietnam  : 77
- 12.º Brunéi  : 60
- 13.º Rusia : 45
- 14.º Israel  : 45
- 15.º Baréin  : 33
- 16.º Arabia Saudí  : 20
- 17.º Kuwait  : 8
- 18.º Australia  : 7
- 19.º Fiyi  : 4
- 20.º Malasia  : 0
- 21.º Tailandia  : 0

- Datos: Q16608213